# Traité de la Couronne
Le traité de la Couronne (de l'allemand Krontraktat) est un traité bilatéral signé le 16 novembre 1700 par Frédéric III, prince-électeur de Brandebourg, et Léopold, empereur du Saint-Empire romain germanique. Frédéric accepte de renouveler le traité d'alliance signé en 1686 par son père, Frédéric-Guillaume, dit le Grand-Électeur ; de fournir et de maintenir un contingent de 8 000 hommes en cas de guerre ; de supporter le candidat des Habsbourg lors de l'élection impériale. En contrepartie, Léopold reconnaît Frédéric comme roi en Prusse et accepte d'user de son influence pour obtenir sa reconnaissance par les autres puissances.